# اس‌تی‌اس-۸۷
اس‌تی‌اس-۸۷ (انگلیسی: STS-87)  یکی از ماموریت‌های برنامه شاتل‌های فضایی بود که در تاریخ ۱۹ نوامبر ۱۹۹۷ از پایگاه فضایی کندی به فضا پرتاب شد. این ماموریت توسط شاتل کلمبیا انجام گرفت و بخشی از تحقیقات فضایی ناسا پیرامون جاذبه بود.